# Derby de Belfast
 (avril 2018).
Si vous disposez d'ouvrages ou d'articles de référence ou si vous connaissez des sites web de qualité traitant du thème abordé ici, merci de compléter l'article en donnant les références utiles à sa vérifiabilité et en les liant à la section « Notes et références ».
Le derby de Belfast (en anglais : Belfast derby) est le match de football qui oppose les deux clubs principaux de la ville de Belfast en Irlande du Nord (Royaume-Uni) que sont le Glentoran FC et le Linfield FC. Au cours de leur histoire, les deux clubs ont entretenu l'antagonisme qui les oppose. La première confrontation a lieu le 18 octobre 1890 et voit la victoire du Linfield.
Lors de la première moitié de XXe siècle, le Celtic Belfast s'impose comme le club dominant en Irlande du Nord jusqu'à sa dissolution en 1949. La principale confrontation de Belfast était le match Celtic-Linfield.

## Histoire
Le championnat irlandais est créé en 1890 comme étant le championnat de toute l'île d'Irlande. Belfast est alors la capitale du football irlandais. La fédération est basée à Belfast et les tout premiers clubs de football sont fondés dans cette ville.
Le derby de Belfast ne fait ainsi pas toujours référence à Linfield et Glentoran. Jusqu'en 1949, les deux grands clubs étaient le Linfield FC et le Celtic Belfast, historiquement les équipes les plus fortes en Irlande du Nord. Compte tenu de la tradition politique des deux clubs (Linfield et Glentoran, unionistes, et le Celtic plus nationaliste), la violence entre les supporters des deux clubs était courante. Elle culmina avec l'émeute du 26 décembre 1948 au Windsor Park qui a vu trois joueurs du Celtic blessés par des supporters de Linfield, y compris l'attaquant Jimmy Jones qui a subi une fracture de la jambe. En conséquence, le Celtic a quitté la Ligue irlandaise à la fin de la saison et Glentoran est devenu le plus grands rival de Linfield.
Les deux équipes sont profondément ancrées dans la population protestante. Cependant, Glentoran a aligné de nombreux joueurs catholiques et, après la disparition du Celtic, a rassemblé la majorité des supporters catholiques durant une grande partie de son histoire. À l'inverse, Linfield a aligné relativement peu de joueurs catholiques avant les années 1980, qui a mené à plusieurs accusations estimant que le club tenant une politique discriminatoire envers les joueurs catholiques (semblable au Glasgow Rangers en Écosse). Cependant, l'existence d'une telle politique a été contestée par certains, y compris le célèbre journaliste local Malcolm Brodie. Le soutien est traditionnellement divisé géographiquement avec Linfield basé dans le sud de la ville et Glentoran à l'est. Bien que tous deux basés à Belfast, ils sont séparés par la rivière Lagan et se trouvent dans deux comtés différents. Linfield est basé dans le comté d'Antrim et Glentoran dans le comté de Down, bien que Glentoran et d'autres équipes du comté de Down soient en concurrence dans le comté d'Antrim Shield.
Actuellement, en plus de Linfield et Glentoran, les deux autres équipes belfastoises de première division sont Cliftonville Football Club et Crusaders Football Club.

## Clubs de Belfast
| Club                                     | Création | Stade                   | Division actuelle | Commentaire                                                    |
| ---------------------------------------- | -------- | ----------------------- | ----------------- | -------------------------------------------------------------- |
| Linfield Football Club                   | 1886     | Windsor Park            | Premiership       |                                                                |
| Glentoran Football Club                  | 1882     | The Oval                | Premiership       |                                                                |
| Cliftonville Football Club               | 1879     | Solitude                | Premiership       |                                                                |
| Crusaders Football Club                  | 1898     | Seaview                 | Premiership       |                                                                |
| PSNI FC                                  | 1928     | Newforge Lane           | Championship      |                                                                |
| Knockbreda FC                            | 1948     | Breda Park              | Championship      |                                                                |
| Harland & Wolff Welders Football Club    | 1965     | Tillysburn Park         | Championship      |                                                                |
| Dundela Football Club                    | 1895     | Wilgar Park             | PI League         |                                                                |
| Queen's University Belfast Football Club | 1910     | Upper Malone            | PI League         |                                                                |
| Donegal Celtic Football and Social Club  | 1970     | Donegal Celtic Park     | PI League         |                                                                |
| Sport & Leisure Swifts Football Club     | 1978     | Glen Road Heights       | PI League         |                                                                |
| Newington Youth Football Club            | 1979     | Seaview                 | PI League         |                                                                |
| Belfast Celtic Football Club             | 1891     | Celtic Park (1904-1949) | -                 | Se retire du championnat en 1949 pour des raisons de sécurité. |